# IV. Péter moldvai fejedelem
IV. Rareș Péter, románul: Petru Rareș (kb. 1487, Huszváros – 1546. szeptember 3.) Moldva fejedelme volt 1527. január 20. – 1538. szeptember 18., valamint 1541. február 19. – 1546. szeptember 3. között, III. (Nagy) István törvénytelen fia.

## Első uralkodása
A Bogdán-Muszat uralkodócsalád kihalása és a magyar állam mohácsi veresége komor fordulópont a moldvai fejedelemség történetében is. A mohácsi vészig Moldva több tekintetben Magyarországra támaszkodhatott, melynek legalább névleg hűbérese volt. Most Magyarország romlását a Moldvai Fejedelemség hanyatlása követte. Az uralkodócsaládnak épen ez időbeli kihalása még válságosabbá tette az ország helyzetét, mert a sok trónkövetelő és kalandor versengései megadták a portának a lehetőséget arra, hogy Moldvát minél szorosabb függésbe hozza és a hűbéri adót lassanként alig elviselhető összegre emelje föl, míg végül a szultán kénye-kedve szerint nevezte ki, vagy küldte el a fejedelmet, és Moldva valósággal úgynevezett fejedelemség-bérlőknek esett martalékául. Szenvedéseinek története már az első választott vajda idején megkezdődik és tetőpontját a 110 esztendős (1711–1821) fanariótauralom alatt érte el.
IV. Péter Nagy István törvénytelen fia volt, akitől nem egy jó tulajdonságot örökölt. A volt fejedelmek vagy fejedelemfiak többi fattyú gyermekeivel szemben általánosan elismerték a kihalt törvényes uralkodócsalád örökösének és IV. István halálával trónra is jutott. De a portától az adó tetemes emelésével (állítólag 10 000 aranyra emelték föl a rendes adót, ezenkívül még 12 000 arany rendkívüli adót ígért) kellett a jóváhagyását megvásárolnia. Péter a keresztény hatalmaknál igyekezett oltalmat találni, hogy alkalomadtán segítségükkel lerázhassa a török igát. Zsigmond lengyel királlyal még 1527 október 21-én barátság- és szövetségszerződést kötött, melyben a két fél kölcsönös segítségre kötelezi magát a törökkel, a tatárral és más ellenséggel szemben. Arra az esetre, ha a magyar és a lengyel királyok háborút indítanak a szultán ellen, Péter kötelezte magát, hogy egész hadseregével részt vesz benne, ellenben a két király is köteles volt őt és országát a török ellen védeni és segítséget nyújtani. Arra esetre is érvényben maradt a szerződés, ha Péter kénytelen lenne hadait a szultán táborába küldeni.
I. Ferdinánd és I. János királyok, akik Magyarországban a koronáért küzdöttek, Péter fejedelmet is meg akarták nyerni maguknak. Az I. Ferdinánd és Szapolyai János közötti harcokban eleinte Ferdinánd pártján állt, de amikor a törökök Szapolyait ismerték el uralkodónak, átállt az ő oldalára. János király neki adományozta Csicsó és Küküllő várait, melyeket a moldvai fejedelmek Mátyás király óta hűbérül bírtak. Ezzel Péter János király híve lett és többször betört Erdélybe egyrészt saját jószágai védelmére, másrészt a Ferdinánd-pártiak megfékezésére. Beszterce váráért cserébe Szapolyai oldalán betört Erdélybe és 1529. június 22-én Földvárnál megütközött Ferdinánddal. Sikerrel folytatta főleg a királyföldi városok ellen a küzdelmet egészen a téli időszakig, és megszerezte Bálványos és Beszterce várait jószágaikkal együtt. Erre Ferdinánd, aki Erdély legnagyobb részét elvesztette, alkudozásokba lépett vele és azt ígértette meg, hogy legalább egyelőre barátságosan viseli magát.
Ezután Lengyelország ellen fordult és elfoglalta a galíciai Pokuttya területét. Ezt a lengyel Jan Tarnowski tábornok hamarosan visszafoglalta, és 1531. augusztus 22-én Tarnowski legyőzte Pétert az obertini csatában.
Időközben Szapolyai János és Ferdinánd hívei összefogtak Lodovico Gritti önkényuralma ellen. Gritti megpróbálta magát Moldva felől biztosítani, ezért amikor Majláth István, Szapolyai és Ferdinánd erdélyi hívei, valamint VIII. Vlad, a szomszéd román fejedelemség ura Medgyes várába kényszerítették Grittit a török parancsára Péter a kiszabadítására sereget vezényelt Erdélybe. A fejedelem elküldte Efrem Huru nevű vazallusát. Huru azonban segítség helyett átállt az ellenséghez és bevették a várat. Grittit Huru kiadta a magyaroknak, akik rögtön kivégezték. Péter ezután kivégeztette Gritti fiait, akiket a moldvaiak elhurcoltak országukba. Mivel a törökök Perzsiával voltak elfoglalva, Péter folytatta az intrikákat Ferdinánd és Szapolyai között. A lengyelek megpróbálták Pétert elmozdítani a trónról és a török portától kértek segítséget. Végül Nagy Szulejmán szultán, egy török–tatár–lengyel sereg élén elűzte Pétert a trónról és Ștefan Lăcustăt ültette e helyére. Péter Csicsó várába menekült.

## Második uralkodása
Két év telt el, amíg Péter elnyerte a szultán bocsánatát és 1541-ben visszanyerte a moldvai trónt. Amikor bevonult az országba, elfogta és kivégeztette Cornea Sándor fejedelmet és a hozzá hű bojárokat. Szintén 1541-ben a szultán parancsára elfogta Majláth Istvánt Fogaras mellett és Konstantinápolyba küldte. 1542-ben ismét megostromolta Besztercét, de ezúttal sem járt sikerrel. Másik sikertelen vállalkozása volt a keresztes hadjáratban való részvétel, amelyet II. Joachim brandenburgi választófejedelem vezetett volna, amelynek célja Buda visszafoglalása volt. Péter Joachimnak több ezer vágóállatot küldött, hogy legyen mivel élelmezni a sereget. Azonban Buda alatt a látványos hadjárat megtorpant és Péter vajda török vazallusként halt meg 1546. szeptember 3-án. Az általa alapított probotai kolostorban van eltemetve.
Egyházi és kulturális vonalon apja, Nagy István hagyományait követte. Több templomot építtetett és javíttatott (Moldvabánya, Botosán, Harló, Szépvásár és Románvásár); a legkiemelkedőbbnek a probotai kolostort tartják.

## Feleségei és gyermekei
- Mariától:
  - Bogdan
  - Ana, VII. (Fulladt) Vlad havasalföldi fejedelem felesége
  - Maria
  - Chiajna, V. (Pásztor) Mircea havasalföldi fejedelem felesége
- Jelena Branković szerb hercegnőtől:
  - II. Illés moldvai fejedelem
  - V. István moldvai fejedelem
  - Constantin
  - Ruxandra, Alexandru Lăpușneanu moldvai fejedelem felesége
- Törvénytelen gyermeke:
  - a brassói szász Katalintól: V. (Szász) János moldvai fejedelem